# Rogów (powiat Brzeziński)
Rogów is een dorp in de Poolse woiwodschap Łódź. De plaats maakt deel uit van de gemeente Rogów en telt 1500 inwoners.